# Neororea homerica
Neororea homerica är en spindelart som beskrevs av Forster och Wilton 1973. Neororea homerica ingår i släktet Neororea och familjen Amphinectidae. Inga underarter finns listade i Catalogue of Life.